# Mangroveregngök
Mangroveregngök (Coccyzus minor) är en amerikansk fågel i familjen gökar inom ordningen gökfåglar. Den förekommer i kusttrakter från Florida i USA, Västindien och Mexiko söderut till norra Brasilien.

## Utseende och läte
Mangroveregngöken är en 28–34 cm lång gök. Den är lik gulnäbbad regngök med gråbrun ovansida, stora vita fläckar på undersidan av stjärten och gult inslag i näbben. Mangrovenäbben har dock kraftigare näbb med gult enbart på den undre näbbhalvan, beigefärgad anstrykning på undersidan (gulnäbbad regngök är rent vit) och tydligare mörk ögonmask. Vidare saknar den rött i handpennorna och vita kanter på yttre stjärtpennorna. Sången beskrivs som ett nasalt och omusikaliskt "aan aan aan aan aan urmm urmm". Även ett enstaka "whit!" hörs.

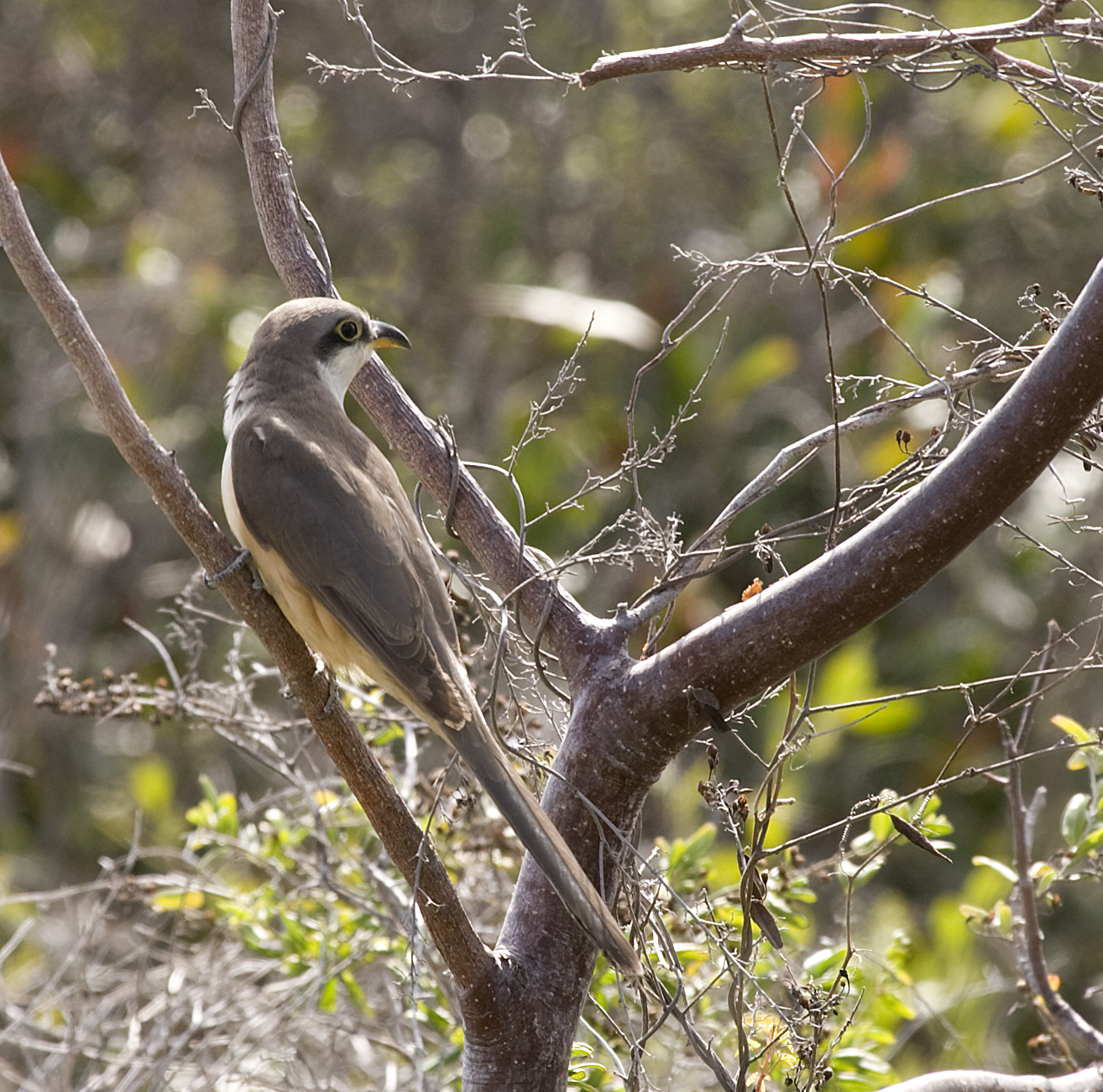
Mangroveregngök fotograferad på Kuba.

## Utbredning och systematik
Mangroveregngöken förekommer lokalt från södra Florida i USA och Västindien till Amazonflodens mynning i norra Brasilien. Den påträffas även i kustområden i Mexiko genom Centralamerika till Colombia. Arten behandlas som monotypisk, det vill säga att den inte delas in i några underarter. Den står dock nära cocosregngöken (C. ferrugineus) och dessa har tidigare behandlats som en och samma art.

## Levnadssätt
Mangroveregngöken hittas som namnet avslöjar i mangroveskogar, men även i vattennära buskage och lågväxta skogslundar. Där födosöker den obemärkt i den täta växtligheten efter fjärilslarver, gräshoppor, spindlar, insektslarver, grodor, skalbaggar, ödlor, fågelägg och fågelungar.

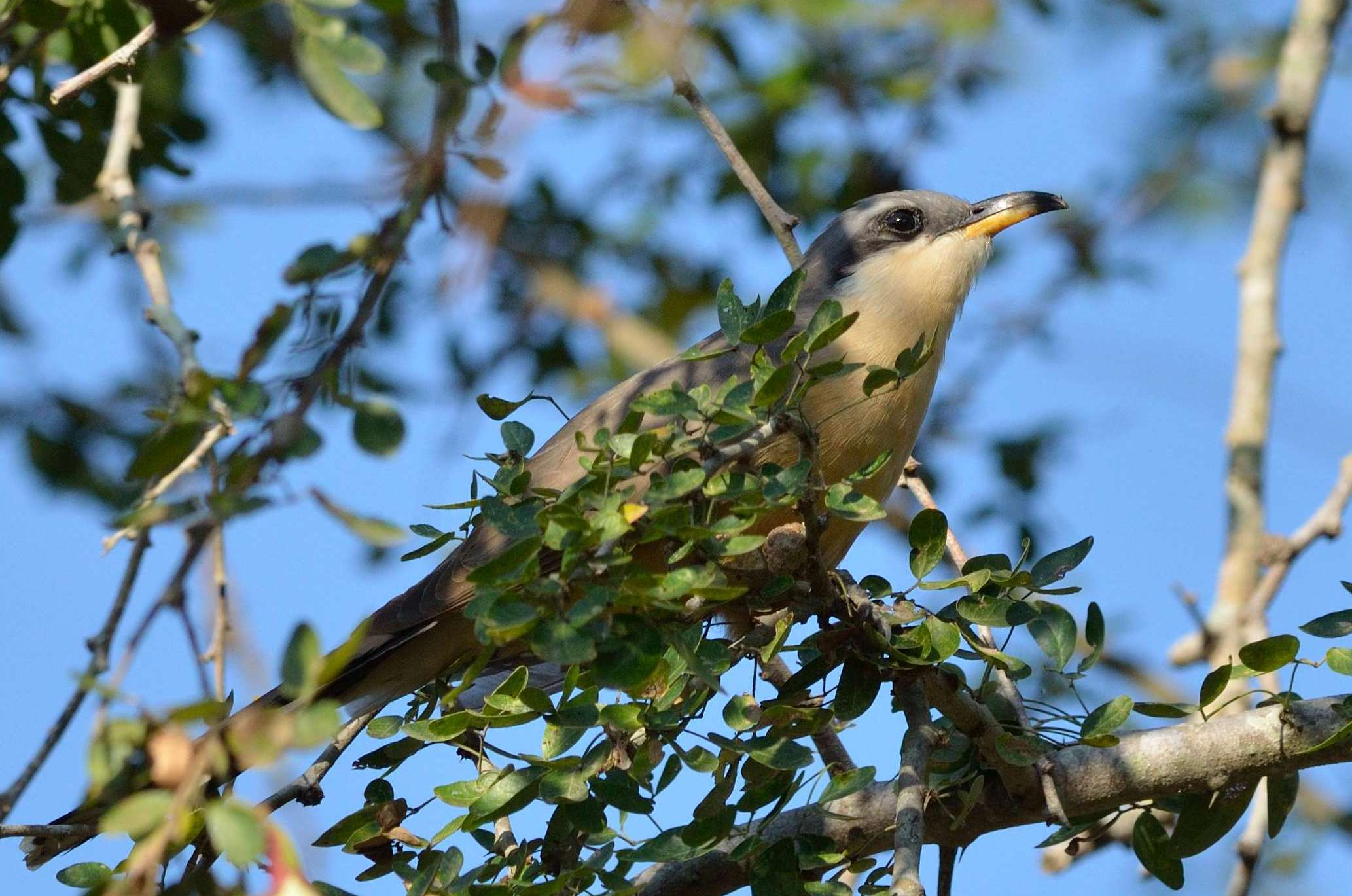

### Häckning
Mangroveregngöken häckar mellan maj och juli i södra Florida, i Puerto Rico mars till oktober. Den bygger ett rätt slarvigt bo av kvistar som fodras sparsamt med växtdelar. Boet placeras på en gren eller i en grenklyka i mangrove, ett litet träd eller en buske. Den lägger ett till fyra ägg. Ungarna tros liksom hos andra gökar vara hjälplösa vid kläckning men alerta och aktiva inom några minuter.

## Status och hot
Arten har ett stort utbredningsområde och en stor population. Den minskar dock i antal,, dock inte tillräckligt kraftigt för att anses vara hotad. Utifrån dessa kriterier kategoriserar IUCN arten som livskraftig (LC). Världspopulationen uppskattas till 200 000 vuxna individer.